# Guardiões da Noite
Nochnoy Dozor (br / pt: Guardiões da Noite) é um filme russo dirigido por Timur Bekmambetov.    Desde que a humanidade existe, têm Outros conosco; Bruxas, Vampiros e Metamórficos que são soldados na eterna luta entre a Luz e a Escuridão.
Em 2006, foi lançada uma continuação, Dnevnoi Dozor (Day Watch)

## Elenco
- Konstantin Khabensky - Anton Gorodetsky
- Vladimir Menshov - Geser
- Valeri Zolotukhin - Kostya's Father
- Mariya Poroshina -	Svetlana
- Galina Tyunina - Olga